# Hyundai Dynasty
La Hyundai Dynasty è un'autovettura berlina di grande taglia (quelle definite solitamente come ammiraglie) prodotta dalla casa automobilistica coreana Hyundai Motor Company a partire dal 1996.

## Il contesto
La Dynasty nasce come ammiraglia lussuosa della gamma Hyundai asiatica ma ad un gradino superiore trovavamo il modello Equus ancor più grande e lussuoso. La linea della vettura lunga oltre 5,1 metri, si basa su elementi semplici, design squadrato ma con frontale leggermente arrotondato, fanaleria anteriore sdoppiata con elementi circolari e rettangolari, mascherina di dimensioni importanti e logo applicato sul cofano motore.
Il coefficiente di resistenza aerodinamica possiede un valore pari a 0,45 mentre la piattaforma a trazione anteriore viene utilizzata anche dalla più compatta Hyundai Grandeur e adotta sospensioni indipendenti a controllo automatico sia al retrotreno che all'avantreno.
La dotazione di serie comprendeva l'ABS, il controllo elettronico di stabilità (introdotto nei primi anni 2000), i cerchi in lega, e gli interni in velluto oppure in pelle con poltrone regolabili elettricamente. Il cambio per tutte le versioni era un automatico con convertitore.
La vettura è stata prodotta ad Ulsan (in Corea del Sud) per 9 anni fino al 2005 sostituita soltanto 3 anni dopo dalla Hyundai Genesis che segna il ritorno della trazione posteriore per le ammiraglie Hyundai.

## Motorizzazioni
Due le motorizzazioni benzina disponibili: un propulsore 3,0 litri V6 facente parte della famiglia motoristica ΣSigma e un 3,5 litri sempre V6 derivato dal 3,0 ma leggermente più potente.
| Modello                | Motore                  | Cilindrata cm³ | Potenza                         | Coppia max              | Serbatoio (litri) | Alesaggio (mm) | Corsa (mm) |
| 3.0 V6 24V ΣSigma auto | 6 cilindri a V, Benzina | 2.972          | 150 kW (204 CV) @6.000 giri/min | 271 N·m @4.000 giri/min | 75                | 91,1           | 76,0       |
| 3.5 V6 24V ΣSigma auto | 6 cilindri a V, Benzina | 3.500          | 165 kW (224 CV) @5.000 giri/min | 318 N·m @4.000 giri/min | 75                | 91,1           | 76,0       |